# 維斯·斯克里斯
維斯·斯克里斯（Wesley C. Skiles，1958年3月6日—2010年7月21日）是一位活躍的洞穴潛水的先驅，探險家和水下攝影師。

## 生平
維斯·斯克里斯於1958年3月6日在佛羅里達州傑克遜維爾出生，並在那兒長大。他入讀恩格爾伍德高中，1976年畢業。
維斯·斯克里斯8歲開始潛水時，他回顧道：水「非常像一條魚」。一個同學回憶了引起維斯·斯克里斯洞穴潛水興趣的事件。在1973-74年的就學期間，化石俱樂部（Fossil Club）舉辦了去吉尼泉（Ginnie Springs）的野外旅遊。斯克里斯看著幾個潛水者自泉的洞中浮出，並激動的問他們關於他們的興趣的問題。在返回傑克遜維爾時，他一直說：「這就是我想做的事」。

## 職業生涯
1985年，維斯·斯克里斯成立喀斯特製作（Karst Productions），並繼續他的水下電影生涯。
斯克裏斯替國家地理學會等團體拍攝影片。國家地理學會南極考察讓他成為第一個登上B-15號冰山的人。他紀錄深水鯊魚的探險讓他在700海深尺（FSW）下穿著大氣式潛水衣（Newtsuit）待了11小時。
斯克里斯創作、導演電影，並且是公共電視網影集「水之旅」（“ Water's Journey ”）的攝影技師。這企劃是斯克里斯為了提升大眾對地下水和水文地質學的關注而製作的。
除了靜態攝影，斯克里斯的作品也包含超過百部的電視影片，由他自行拍攝、導演和製片。

## 獎項
Beneath The Sea 認可斯克里斯為1996年教育「年度潛水夫」（"Diver of the Year" for education）。
在2004年，斯克里斯因「水之旅」系列榮獲國家電視藝術科學學院 Suncoast Chapter 的艾美獎。
2009年，他獲得了年度最佳獎 HDFEST Deffie 高清紀錄片和最佳攝影的「水之旅」系列。該獎項是給予“成績在高清晰度 獨立電影製作“。

## 逝世
2010年7月21日，維斯·斯克里斯在佛羅里達州西棕櫚灘海岸外的一次潛水考察事故中喪生。
維斯·斯克里斯身後留下妻子特麗（Terri），和他們的兩個孩子南森·斯克里斯（Nathan）和泰薩·斯克里斯（Tessa Skiles）。 

## 外部連結
- （英文）斯克里斯的網站 （页面存档备份，存于）
- （英文）喀斯特製作
- （英文）IMDb上的資料 （页面存档备份，存于）